# Joubertina
Joubertina est une petite ville d'Afrique du Sud, située dans la  province du Cap-Oriental et gérée par la municipalité locale de Kou-Kamma dans le district de Sarah Baartman (ex-Cacadu).
Joubertina fut fondée en 1907 par l'église réformée hollandaise et baptisée en hommage à Willem Adolph Joubert (1847-1932) qui fut prédicateur calviniste à Uniondale entre 1878 et 1893.

## Localisation
Joubertina est située dans la vallée de Langkloof, l'une des régions sud-africaines les plus connues pour la production de pommes et de poires. Joubertina se trouve sur la route R62, entre les monts Tsitsikamma et les monts Kouga, à 45 km à l'ouest de Kareedouw et à 37 km à l'est de Misgund. Les grandes villes les plus proches sont George (à 180 km à l'ouest) et Port Elizabeth (à 182 km à l'est).

## Démographie
Selon le recensement de 2011, la population de Joubertina est de 5 752 habitants (73,45 % de coloureds, 16,83 % de noirs et 9,01 % de blancs), majoritairement de langue maternelle afrikaans (87,62 %) et isiXhosa (6,37 %). Héritage de l'apartheid, le quartier central de Joubertina est encore peuplé majoritairement de blancs (66,80 % des 741 résidents) tandis que son township, Ravinia, situé à l'est de la ville et enclavé dans Twee Riviere, est habité par la majorité de la population et est essentiellement coloured (80 % des 5 011 résidents).

## Historique

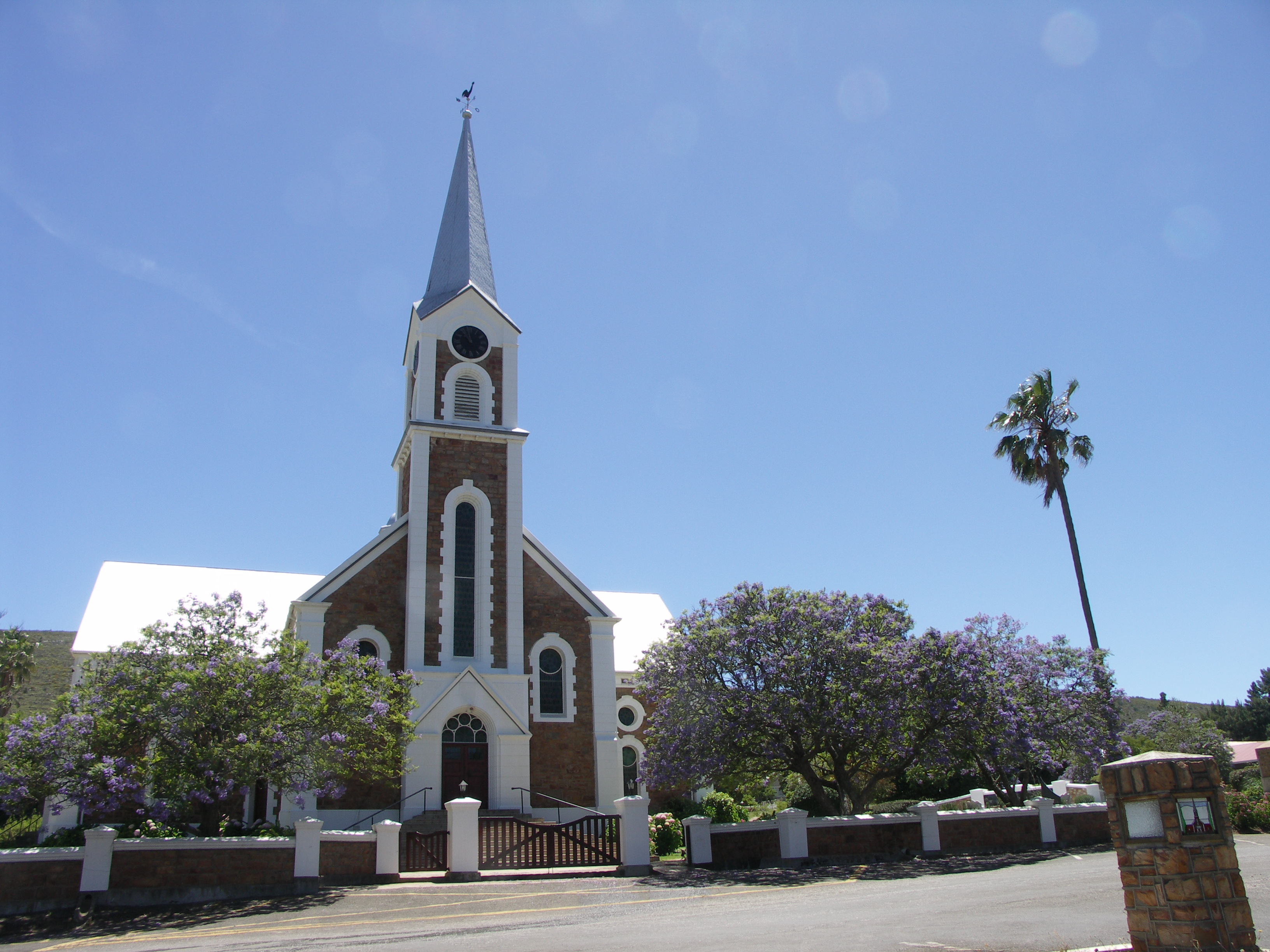
Église réformée hollandaise de Joubertina (1910-1911) sur P.J. Retief Street, face à Kerk street.

Les premiers occupants de la région furent les Bushmen puis les Hottentots. Les premiers blancs, menés par Izaak Schryver, explorèrent la vallée vers 1689, suivis par des chasseurs et des botanistes. En 1740, des boers commencent à s'installer, auprès desquels les Hottentots recherchent protection contre les Bushmen. En échange, les Hottentots s'occupent de leur bétail.
En 1773, le Langkloof compte environ huit fermes.
La ville de Joubertina est fondée concrètement en 1907 par l'église réformée hollandaise, sur une parcelle de 343 hectares située sur l'ancienne ferme Onzer, pour servir de centre paroissial de la vallée de Langkloof. Il fut décidé de lui attribuer le nom du révérend W. A. Joubert. Après Joubertsburg ou encore Joubert-Ville, le choix se porta sur Joubertina. Durant les trois décennies qui suivirent, la majorité des lots fonciers de Joubertina continue à être la propriété de l'église réformée hollandaise.
En 1917, le statut de village est accordé à Joubertina. Dans les années 1970, l'administration des résidences sociales de Joubertina, qui relevait de l'église réformée, passe aux autorités de la province du Cap.
Institutionnellement, la région autrefois rattachée à George fait partie, au vingtième siècle, de la circonscription législative de Humansdorp et envoie au parlement Charles Wynand Malan (1915-1933), Paul Sauer (1933-1964) puis George Malan.

## Établissements scolaires
- Lycée McLachlan